# Women's Super League 2021-2022 (Svizzera)
La Women's Super League 2021-2022, anche nota come AXA Women's Super League 2021-2022 per ragioni di sponsorizzazione, è stata la cinquantaduesima edizione della massima serie del campionato svizzero femminile di calcio, la seconda con la nuova denominazione di Women's Super League. Il campionato è iniziato il 12 agosto 2021 e si è concluso il 6 giugno 2022 con la finale per il titolo. Il campionato è stato vinto per la ventitreesima volta dallo Zurigo, che nella finale ha battuto ai tiri di rigore il Servette Chênois, campione in carica.

## Stagione

### Novità
Con la riforma dei campionati voluta dall'Associazione Svizzera di Football, il numero di squadre partecipanti alla Women's Super League è tornato a 10 dopo quattro stagioni; infatti, l'ultima stagione disputata con tale numero di squadre fu la 2016-2017.
Nello spareggio promozione-retrocessione della Women's Super League 2020-2021 il Lugano, aveva mantenuto la categoria dopo aver battuto il Thun Berner Oberl. nel doppio confronto. Dalla Lega Nazionale B 2020-2021 erano state promosse l'Aarau, come prima classificata, e l'Yverdon, come terza classificata in quanto la seconda, la seconda squadra dello Zurigo, non era eleggibile per la promozione.

### Formato
Diversamente dalle ultime stagioni, il formato è stato modificato, tornado alle due fasi, disputato l'ultima volta nella Lega Nazionale A 2016-2017. Nella stagione regolare le dieci squadre si sono affrontate in un girone all'italiana con partite di andata e ritorno, per un totale di 18 giornate. Al termine della prima fase, le squadre sono suddivise in due gruppi: le prime otto classificate hanno avuto accesso alla fase a play-off, mentre le ultime due a un girone promozione-retrocessione assieme alle prime due classificate della Lega Nazionale B 2021-2022.
Nella fase a play-off le otto squadre si sono affrontate con la modalità a eliminazione diretta con partite di andata e ritorno, con l'andata in casa per quelle peggio classificate, nei quarti di finale e in semifinale. La finale, invece, si è disputata con una partita secca e la vincitrice è stata decretata campione di Svizzera ed ammessa all'UEFA Women's Champions League 2022-2023. Anche la perdente della finale ha avuto accesso all'UEFA Women's Champions League. Le squadre eliminate ai quarti di finale hanno disputato partite di andata e ritorno per determinare i piazzamenti dal quinto all'ottavo posto.
Nel girone promozione-retrocessione le quattro squadre si sono affrontate in un girone all'italiana, con partite di andata e ritorno, per un totale di sei giornate. Le prime due classificate hanno acquisito il diritto a partecipare alla Women's Super League 2022-2023, mentre le ultime due alla Lega Nazionale B 2022-2023.

## Squadre partecipanti
| Club             | Città             | Stadio                           | Stagione precedente |
| ---------------- | ----------------- | -------------------------------- | ------------------- |
| Aarau            | Aarau             | Sportanlage Schachen Aarau       | 1º posto in LNB     |
| Basilea          | Basilea           | Leichtathletik-Stadion St. Jakob | 4º posto in WSL     |
| Grasshopper      | Zurigo            | GC/Campus                        | 5º posto in WSL     |
| Lucerna          | Lucerna           | Sportanlagen Allmend             | 6º posto in WSL     |
| Lugano           | Lugano            | Stadio di Cornaredo              | 8º posto in WSL     |
| San Gallo-Staad  | San Gallo         | Kybunpark                        | 7º posto in WSL     |
| Servette Chênois | Chêne-Bourg       | Stade des Trois-Chêne            | 1º posto in WSL     |
| Young Boys       | Berna             | Stadio Neufeld                   | 3º posto in WSL     |
| Yverdon          | Yverdon-les-Bains | Stade Municipal                  | 3º posto in LNB     |
| Zurigo           | Zurigo            | Sportanlage Heerenschürli        | 2º posto in WSL     |

## Prima fase

### Classifica finale
|  | Pos. | Squadra          | Pt | G  | V  | N | P  | GF | GS | DR  |
|  | ---- | ---------------- | -- | -- | -- | - | -- | -- | -- | --- |
|  | 1.   | Servette Chênois | 46 | 18 | 15 | 1 | 2  | 44 | 9  | +35 |
|  | 2.   | Zurigo           | 44 | 18 | 14 | 2 | 2  | 65 | 13 | +52 |
|  | 3.   | Grasshopper      | 37 | 18 | 12 | 1 | 5  | 49 | 22 | +27 |
|  | 4.   | Basilea          | 35 | 18 | 11 | 2 | 5  | 40 | 20 | +20 |
|  | 5.   | San Gallo-Staad  | 35 | 18 | 11 | 2 | 5  | 37 | 19 | +18 |
|  | 6.   | Lucerna          | 23 | 18 | 7  | 2 | 9  | 32 | 32 | 0   |
|  | 7.   | Young Boys       | 19 | 18 | 6  | 1 | 11 | 21 | 51 | -30 |
|  | 8.   | Aarau            | 15 | 18 | 4  | 3 | 11 | 18 | 36 | -18 |
|  | 9.   | Yverdon          | 6  | 18 | 2  | 0 | 16 | 10 | 63 | -53 |
|  | 10.  | Lugano           | 2  | 18 | 0  | 2 | 16 | 3  | 54 | -51 |

Legenda:
      Ammesse alla fase per il titolo.
      Ammesse alla fase promozione-retrocessione.
Note:
Tre punti a vittoria, uno a pareggio, zero a sconfitta.
La classifica viene stilata secondo i seguenti criteri:
- Punti conquistati
- Differenza reti generale
- Reti totali realizzate
- Punti conquistati negli scontri diretti
- Differenza reti negli scontri diretti
- Reti realizzate negli scontri diretti

### Risultati

#### Tabellone
|                  | Aar  | Bas  | Gra  | Luc  | Lug  | SGS  | SCh  | YBo  | Yve  | Zur  |
| ---------------- | ---- | ---- | ---- | ---- | ---- | ---- | ---- | ---- | ---- | ---- |
| Aarau            | ---- | 0-3  | 0-2  | 1-1  | 1-1  | 1-3  | 1-2  | 2-3  | 3-0  | 2-1  |
| Basilea          | 1-0  | ---- | 7-0  | 1-0  | 2-0  | 1-2  | 0-2  | 3-1  | 3-1  | 3-3  |
| Grasshopper      | 3-0  | 2-4  | ---- | 4-2  | 2-0  | 0-0  | 0-2  | 8-0  | 5-0  | 1-0  |
| Lucerna          | 3-1  | 1-3  | 2-4  | ---- | 5-1  | 2-1  | 0-1  | 3-0  | 2-1  | 2-3  |
| Lugano           | 0-0  | 0-3  | 0-3  | 0-4  | ---- | 0-4  | 0-3  | 0-2  | 0-1  | 0-6  |
| San Gallo-Staad  | 5-0  | 2-2  | 2-0  | 4-0  | 3-0  | ---- | 0-3  | 1-0  | 3-1  | 1-3  |
| Servette Chênois | 2-0  | 3-0  | 0-2  | 1-0  | 3-1  | 5-0  | ---- | 2-1  | 6-0  | 1-1  |
| Young Boys       | 2-3  | 1-0  | 1-8  | 2-2  | 3-0  | 0-2  | 0-3  | ---- | 2-1  | 0-5  |
| Yverdon          | 0-2  | 0-4  | 0-5  | 0-3  | 2-0  | 0-4  | 1-4  | 1-3  | ---- | 1-8  |
| Zurigo           | 4-1  | 2-0  | 2-0  | 4-0  | 7-0  | 1-0  | 2-1  | 7-0  | 6-0  | ---- |

### Classifica marcatrici
Fonte: sito ufficiale.
| Gol |  |  | Giocatore             | Squadra          |
| --- |  |  | --------------------- | ---------------- |
| 14  |  |  | Sina Cavelti          | Lucerna          |
| 14  |  |  | Fabienne Humm         | Zurigo           |
| 11  |  |  | Valeria Iseli         | San Gallo-Staad  |
| 10  |  |  | Meriame Terchoun      | Zurigo           |
| 9   |  |  | Martina Moser         | Zurigo           |
| 9   |  |  | Courtney Aliza Strode | Young Boys       |
| 8   |  |  | Jade Boho             | Servette Chênois |
| 8   |  |  | Jana Kaiser           | Basilea          |
| 8   |  |  | Ella Ljuština         | Grasshopper      |
| 7   |  |  | Alena Bienz           | Lucerna          |
| 7   |  |  | Emőke Pápai           | Grasshopper      |

## Fase per il titolo
Alla fase per il titolo hanno avuto accesso le prime otto classificate nella stagione regolare, che si sono affrontate in un play-off.

### Tabellone
|  | Quarti di finale | Quarti di finale | Quarti di finale | Quarti di finale | Quarti di finale |  |  | Semifinali             | Semifinali             | Semifinali   | Semifinali   | Semifinali |  |  | Finale           | Finale           | Finale |  |
|  |                  |                  |                  |                  |                  |  |  |                        |                        |              |              |            |  |  |                  |                  |        |  |
|  | 1                | Servette Chênois | 1                | 4                | 5                |  |  |                        |                        |              |              |            |  |  |                  |                  |        |  |
|  | 8                | Aarau            | 0                | 0                | 0                |  |  | Servette Chênois (dtr) | Servette Chênois (dtr) | 0            | 2 (4)        | 2          |  |  |                  |                  |        |  |
|  | 4                | Basilea          | 3                | 4                | 7                |  |  | Basilea                | Basilea                | 2            | 0 (3)        | 2          |  |  |                  |                  |        |  |
|  | 5                | San Gallo-Staad  | 0                | 1                | 1                |  |  |                        |                        |              |              |            |  |  | Servette Chênois | Servette Chênois | 2 (4)  |  |
|  | 3                | Grasshopper      | 5                | 3                | 8                |  |  |                        |                        | Zurigo (dtr) | Zurigo (dtr) | 2 (5)      |  |  |                  |                  |        |  |
|  | 6                | Lucerna          | 2                | 3                | 5                |  |  | Grasshopper            | Grasshopper            | 0            | 0            | 0          |  |  |                  |                  |        |  |
|  | 2                | Zurigo           | 2                | 7                | 9                |  |  | Zurigo                 | Zurigo                 | 1            | 3            | 4          |  |  |                  |                  |        |  |
|  | 7                | Young Boys       | 1                | 0                | 1                |  |  |                        |                        |              |              |            |  |  |                  |                  |        |  |

### Risultati

#### Quarti di finale
|                  | Risultati |                  | Luogo e data                |
| ---------------- | --------- | ---------------- | --------------------------- |
| Aarau            | 0-1       | Servette Chênois | Aarau, 7 maggio 2022        |
| Servette Chênois | 4-0       | Aarau            | Carouge, 14 maggio 2022     |
|                  |           |                  |                             |
| San Gallo-Staad  | 0-3       | Basilea          | San Gallo, 8 maggio 2022    |
| Basilea          | 4-1       | San Gallo-Staad  | Basilea, 14 maggio 2022     |
|                  |           |                  |                             |
| Lucerna          | 0-3       | Grasshopper      | Lucerna, 7 maggio 2022      |
| Grasshopper      | 4-1       | Lucerna          | Niederhasli, 14 maggio 2022 |
|                  |           |                  |                             |
| Young Boys       | 1-2       | Zurigo           | Berna, 7 maggio 2022        |
| Zurigo           | 7-0       | Young Boys       | Zurigo, 14 maggio 2022      |
|                  |           |                  |                             |

#### Semifinali
|                  | Risultati           |                  | Luogo e data                |
| ---------------- | ------------------- | ---------------- | --------------------------- |
| Basilea          | 2-0                 | Servette Chênois | Basilea, 21 maggio 2022     |
| Servette Chênois | 2-0 (dts) (4-3 dtr) | Basilea          | Carouge, 28 maggio 2022     |
|                  |                     |                  |                             |
| Grasshopper      | 0-1                 | Zurigo           | Niederhasli, 21 maggio 2022 |
| Zurigo           | 3-0                 | Grasshopper      | Zurigo, 28 maggio 2022      |
|                  |                     |                  |                             |

#### Finale
|                  | Risultati           |        | Luogo e data           |
| ---------------- | ------------------- | ------ | ---------------------- |
| Servette Chênois | 2-2 (dts) (4-5 dtr) | Zurigo | Losanna, 6 giugno 2022 |
|                  |                     |        |                        |

#### Piazzamenti 5º-8º posto
|                 | Risultati |                 | Luogo e data              |
| --------------- | --------- | --------------- | ------------------------- |
| Young Boys      | 1-5       | Lucerna         | Berna, 21 maggio 2022     |
| Lucerna         | 3-1       | Young Boys      | Lucerna, 28 maggio 2022   |
|                 |           |                 |                           |
| Aarau           | 0-3       | San Gallo-Staad | Aarau, 21 maggio 2022     |
| San Gallo-Staad | 2-1       | Aarau           | San Gallo, 28 maggio 2022 |
|                 |           |                 |                           |

## Girone promozione-retrocessione
Al girone promozione-retrocessione hanno avuto accesso le squadre classificate al nono e decimo posto in Women's Super League, l'Yverdon e il Lugano, e le prime due classificate nella Lega Nazionale B, il Thun Berner-Oberland e il Rapperswil-Jona. Il Lugano si è ritirato dal campionato al termine della stagione regolare, scegliendo la retrocessione diretta, non essendo la società in grado di sostenere l'impegno finanziario della massima serie. Di conseguenza, questo girone è stato disputato da tre sole squadre.

### Classifica finale
|  | Pos. | Squadra            | Pt | G | V | N | P | GF | GS | DR |
|  | ---- | ------------------ | -- | - | - | - | - | -- | -- | -- |
|  | 1.   | Yverdon            | 9  | 4 | 3 | 0 | 1 | 6  | 5  | +1 |
|  | 2.   | Rapperswil-Jona    | 6  | 4 | 2 | 0 | 2 | 9  | 7  | +2 |
|  | 3.   | Thun Berner Oberl. | 3  | 4 | 1 | 0 | 3 | 7  | 10 | -3 |

Legenda:
      Ammessa in Women's Super League 2022-2023
      Ammessa in Lega Nazionale B 2022-2023
Note:
Tre punti a vittoria, uno a pareggio, zero a sconfitta.
La classifica viene stilata secondo i seguenti criteri:
- Punti conquistati
- Differenza reti generale
- Reti totali realizzate
- Punti conquistati negli scontri diretti
- Differenza reti negli scontri diretti
- Reti realizzate negli scontri diretti

### Risultati
|                      | Rap  | TBO  | Yve  |
| -------------------- | ---- | ---- | ---- |
| Rapperswil-Jona      | –––– | 1-4  | 2-0  |
| Thun Berner Oberland | 1-5  | –––– | 1-2  |
| Yverdon              | 2-1  | 2-1  | –––– |